# Burley in Wharfedale
Burley in Wharfedale – wieś w Anglii, w hrabstwie ceremonialnym West Yorkshire, w dystrykcie metropolitalnym Bradford. Leży 19 km na północny zachód od miasta Leeds i 289 km na północ od Londynu. Miejscowość liczy 5865 mieszkańców.